# Tokkerup (Faxe Sogn)
 For alternative betydninger, se Tokkerup. (Se også artikler, som begynder med Tokkerup)
Tokkerup er en landsby på Sydsjælland i Faxe Sogn lidt nord for Faxe. Byen er omtalt 1370 (Tokkorp) og blev udskiftet i 1815. Østbanen havde indtil 1974 en station her, som i dag kun er et trinbræt.